# PDE3A
La phosphodiestérase 3A (PDE3A) est une phosphodiestérase permettant de réguler la production d'Adénosine monophosphate cyclique (AMP cyclique). Son gène est PDE3A situé sur le chromosome 12 humain.
Il en existe trois isoformes : PDE3A1 (myocarde), PDE3A2 (médias vasculaires) et PDE3A3 (placentaire).
La mutation du gène, avec gain de fonction, entraîne un tableau avec hypertension artérielle et brachydactylie. L'une des caractéristiques de ce syndrome est l'absence de retentissement cardiaque, ce qui fait évoquer un rôle protecteur de l'enzyme.